# Julcamarca (distrito)
Julcamarca é um distrito do Peru, departamento de Huancavelica, localizada na província de Angaraes.

## Transporte
O distrito de Julcamarca é servido pela seguinte rodovia:
- PE-26B, que liga o distrito de Huancavelica (Região de Huancavelica) à cidade de Pacaycasa (Região de Ayacucho) [1][2][3]